# Isabella (farve)
Isabella er en farve, der beskrives som bleg grå-gul, bleg fløde-brun eller pergamentsfarvet.
Ifølge den engelske farvelære A Dictionary of Color  fra 1930 blev Isabella først gang brugt om en farve i år 1601;. Men ordet har været brugt tidligere. 
Farven kan ses i flere dyrs pels eller fjerdragt.

## Etymologi
Ifølge overleveringen stammer navnet fra Isabella Clara Eugenia af Spanien (1566-1633), datter af Philip 2. af Spanien. Hendes gemal, Albert VII af Østrig, belejrede byen Oostende i juli 1601 og Isabella, der forventede en hurtig sejr, svor at hun ikke ville skifte undertøj, før byen var indtaget. Belejringen varede over tre år, idet den først sluttede i september 1604, og fruens undertøj blev forståeligt noget misfarvet i mellemtiden. 
Denne oprindelse er forkert, da ordet var i brug før 1601. I 1600 havde dronning Elizabeth 1. af England en "rund kjole af Isabella-farvet satin [...] med påsyede sølvklokker."